# Квічаль сан-кристобальський
Квіча́ль сан-кристобальський (Zoothera margaretae) — вид горобцеподібних птахів родини дроздових (Turdidae). Ендемік Соломонових Островів.

## Опис
Довжина птаха становить 23 см. Верхня частина тіла переважно оливково-коричнева. Білі края покривних пер формують на крилах світлі смуги. Нижня частина тіла світла, поцяткована коричневим лускоподібним візерунком. Дзьоб чорнуватий, лапи тілесного кольору. 

## Поширення і екологія
Сан-кристобальські квічалі є ендеміками острова Макіра (або Сан-Кристобаль). Вони живуть у вологих рівнинних і гірських тропічних лісах та в садах Зустрічаються на висоті від 200 до 700 м над рівнем моря.

## Збереження
МСОП класифікує стан збереження цього виду як близький до загрозливого. Сан-кристобальським квічалям загрожує знищення природного середовища, а також хижацтво з боку інтродукованих котів, собак і  чорних пацюків.